# Lutjanus carponotatus
Lutjanus carponotatus és una espècie de peix de la família dels lutjànids i de l'ordre dels perciformes.

## Morfologia
- Els mascles poden assolir 40 cm de longitud total.[2][3]

## Hàbitat
És un peix marí de clima tropical i associat als esculls de corall que viu entre 2-80 m de fondària.

## Distribució geogràfica
Es troba des de l'Índia fins al nord d'Austràlia.